# Skyscraper (musical)
Skyscraper és un musical que va funcionar a Broadway els anys 1965 i 1966. El llibret va ser escrit per Peter Stone, i la música per Jimmy Van Heusen amb lletres de Sammy Cahn. Basada en l'obra de 1945 d'Elmer Rice Dream Girl, la producció de Broadway va estar protagonitzada per Julie Harris en el seu primer musical.

## Rerefons
Skyscraper es va estrenar a Broadway al Lunt-Fontanne Theatre el 13 de novembre de 1965 i es va tancar l'11 de juny de 1966 després de 248 funcions i 22 prèvies. Les prèvies havien començat a l'octubre. El musical va ser dirigit per Cy Feuer i coreografiat per Michael Kidd. Abans de Broadway, l'espectacle es va representar del 13 de setembre al 15 d'octubre de 1965 al Fisher Theatre de Detroit. El repartiment incloïa Julie Harris, Peter Marshall i Charles Nelson Reilly.
Malgrat la dura competència de Hello, Dolly!, Mame, Man of La Mancha i Sweet Charity, la producció va tenir 248 representacions i va ser nominada a cinc premis Tony, incloent Millor musical i Millor actriu en un musical.

## Sinopsi
La història és de Georgina, una comerciant d'antiguitats que està decidida a salvar la seva brownstone del centre de Manhattan de la excavadora. Les bigues d'un nou gratacel l'estan perseguint i se li han ofert 165.000 dòlars per al seu edifici de l'època de Rutherford B. Hayes. Quan aconsegueix mantenir-se en el bon camí, Georgina és brillant en el seu pensament i ferma en les seves creences. Però massa sovint s'endinsa en un món oníric semblant a Walter Mitty ple de fantasies divertides amb la seva deficient dependenta.

## Repartiment i personatges originals
| Personatge        | Broadway (1965)       |
| ----------------- | --------------------- |
| Georgina Allerton | Julie Harris          |
| Lucy Allerton     | Nancy Cushman         |
| William Allerton  | Donald Burr           |
| Charlotte         | Lesley Stewart        |
| Roger Summerhill  | Charles Nelson Reilly |
| Stanley           | Rex Everhart          |
| Herbert Bushman   | Dick O'Neill          |
| Timothy Bushman   | Peter Marshall        |

## Cançons
| Acte I - Occasional Flight of Fancy - Run For Your Life - Local 403 - Opposites - Run For Your Life (Reprise) - Just the Crust - Everybody Has a Right to Be Wrong - Wrong! - The Auction - Occasional Flight of Fancy (Reprise) | Acte II - The Gaiety - More Than One Way - Haute Couture - Don't Worry - I'll Only Miss Her When I Think of Her - Spare That Building |

Capitol Records va publicar un àlbum de repartiment original.

## Recepció crítica
La columnista del diari Dorothy Kilgallen va assistir a una funció prèvia, un benefici per a la caritat, el 21 d'octubre de 1965. Malgrat la tradició dels crítics de teatre d'abstenir-se de revisar les actuacions prèvies dels espectacles de Broadway, Kilgallen va expressar la seva opinió sobre Skyscraper a la seva columna tal com apareixia a el New York Journal-American. Ella va escriure: 
| « | M'agradaria que algú aprovés una llei que faci il·legal que un columnista vegi un espectacle de Broadway abans de la seva estrena oficial." El New York Journal-American va publicar la crítica mixta de Dorothy Kilgallen sobre Skyscraper sota un titular neutre a les seves edicions de tarda i vespre del divendres 22 d'octubre de 1965 a la pàgina 19. Aleshores, a tots ens estalviaria la pregunta de divisió de la personalitat: comentar, o no comentar, quan encara podrien estar "arreglant?" La revisió de la varietat i d'altres diaris mostra el moment en què s'aixequen fora de la ciutat, a qualsevol ciutat, així que em sembla que els divertissements són un joc just quan entren a la meva ciutat i comencen a reproduir previsualitzacions a les quals la gent paga 50 dòlars l'entrada. el privilegi de seure al balcó. Em refereixo, concretament, a "Skyscraper", que vaig veure -- vaig veure el primer acte, per ser completament exactes-- al Lunt-Fontanne Theatre ahir a la nit, en homenatge a una entitat benèfica digna, la George Junior Republic, de que en sóc mecenes. El carrer de l'exterior del teatre estava ple de Rolls-Royce i Cadillacs, la sala de jocs estava plena de gent atractiva, celebrada i educada, però ni tan sols els més educats podien entusiasmar-se amb aquesta nova comèdia musical. Conté Julie Harris, de manera bastant inexplicable, ja que no és una intèrpret de comèdia musical, Charles Nelson Reilly, que fa de tot menys encendre els pantalons per fer riure on no hi ha cap escrit al llibret, un meravellós ballet d'empresa constructora al primer acte. que hauria d'obrir l'espectacle, però no, no hi ha música per cantar, i un munt de vestuari que imiten els Courreges de l'any passat. Estaré encantat, però sorprès, si aquest rep bones crítiques. Tanmateix, en el cas del George Junior Republic Benefit, l'espectacle va ser seguit pel tradicional sopar glamurós organitzat per Lillian i Hubie Boscowitz al Four Seasons, on el gall dindi servit és molt més agradable que el que s'ofereix al Lunt-Fontanne. | » |

El repartiment i la tripulació de Skyscraper es van enfadar pels comentaris de Kilgallen. També ho va ser el veterà productor i director de teatre Howard Lindsay, que no estava involucrat amb Skyscraper. Kilgallen va escriure una columna de seguiment en què va reconèixer les objeccions de Lindsay i va sostenir que no havia fet res malament. Va morir dues setmanes després. Tot i que la seva columna es va distribuir a tota Amèrica del Nord, els editors de diaris fora de la ciutat de Nova York sovint n'ometen parts. Tal va ser el cas de tot el que va escriure sobre Skyscraper . Només els que van comprar el New York Journal-American el van llegir.
Skyscraper es va estrenar oficialment, cinc dies després de la mort de Kilgallen, amb crítiques diverses.
El crític del New York Times va escriure que els somnis desperts de Georgina "s'han convertit en dibuixos còmics de romanç, entre els moments més divertits d'un musical descarat i ràpid... No totes les cançons tenen enginy i gràcia melòdica... [el] llibre és intel·ligent i oportú... Julie Harris trasllada a Georgina i a ella mateixa a un musical amb una confiança imperiosa".

## Premis i nominacions

### Producció original de Broadway
| Any  | Premi         | Categoria                             | Nominat                        | Resultat |
| ---- | ------------- | ------------------------------------- | ------------------------------ | -------- |
| 1966 | Premis Tony   | Millor musical                        | Millor musical                 | Nominat  |
| 1966 | Premis Tony   | Millor actriu protagonista de musical | Julie Harris                   | Nominat  |
| 1966 | Premis Tony   | Millor direcció de musical            | Cy Feuer                       | Nominat  |
| 1966 | Premis Tony   | Millor coreografia                    | Michael Kidd                   | Nominat  |
| 1966 | Premis Tony   | Millor escenografia                   | Robert Randolph                | Nominat  |
| 1966 | Premis Grammy | Millor àlbum de teatre musical        | Millor àlbum de teatre musical | Nominat  |